# Frères Polonia
Pour les articles homonymes, voir Polonia (homonymie).
Les frères Polonia, nés le 30 septembre 1968, sont deux réalisateurs américains spécialisés dans le film d'horreur ou fantastique réalisé sans budget, très rapidement et avec des moyens amateurs. 
Le site web spécialisé Nanarland les qualifie de « splendides tâcherons ».

## Biographie
Les frères John et Mark Polonia sont originaires de Pennsylvanie. Ils y ont réalisé des dizaines de vidéos d'horreur extrêmement bon marché et considérés comme de qualité médiocre.
Parmi leurs œuvres, sont souvent remarquées Splatter Farm (1987) et Feeders (1996).
Ils ont collaboré plusieurs fois avec Jon McBride, un réalisateur du même genre (films d'horreur amateurs tournés en vidéo, à la fin des années 1980) un peu connu pour Cannibal Campout / Pique-nique cannibale (1988) qui était sorti en France en VHS. 
À partir des années 2000, ils ont réalisé des mockbusters (plagiats produits avec des moyens très réduits par rapport à l’œuvre copiée) comme Gorilla Warfare: Battle of the Apes (copie de La planète des singes de Tim Burton) ou Preylien: Alien Predators (copie de Alien vs. Predator).
John Polonia est mort subitement d'une rupture d'anévrisme à l'âge de 39 ans le 25 février 2008. Mark Polonia a continué à faire des vidéos, notamment avec son ami d'enfance et collaborateur de longue date Matt Satterly, par le biais de leur société de production Cinegraphic Productions.